# 고누
고누는 대한민국의 민속놀이로, 말판놀이이다. 지방에 따라서 꼬누, 고니, 꼬니 등으로 다르게 불린다.

## 유래
전통문화포털에 따르면 고누는 '겨루다'는 뜻의 '고노다', '꼬노다'에서 유래된 말로, 두 사람이 말판을 가운데 두고 서로 겨루는 데에서 비롯되었다고 한다.

## 역사

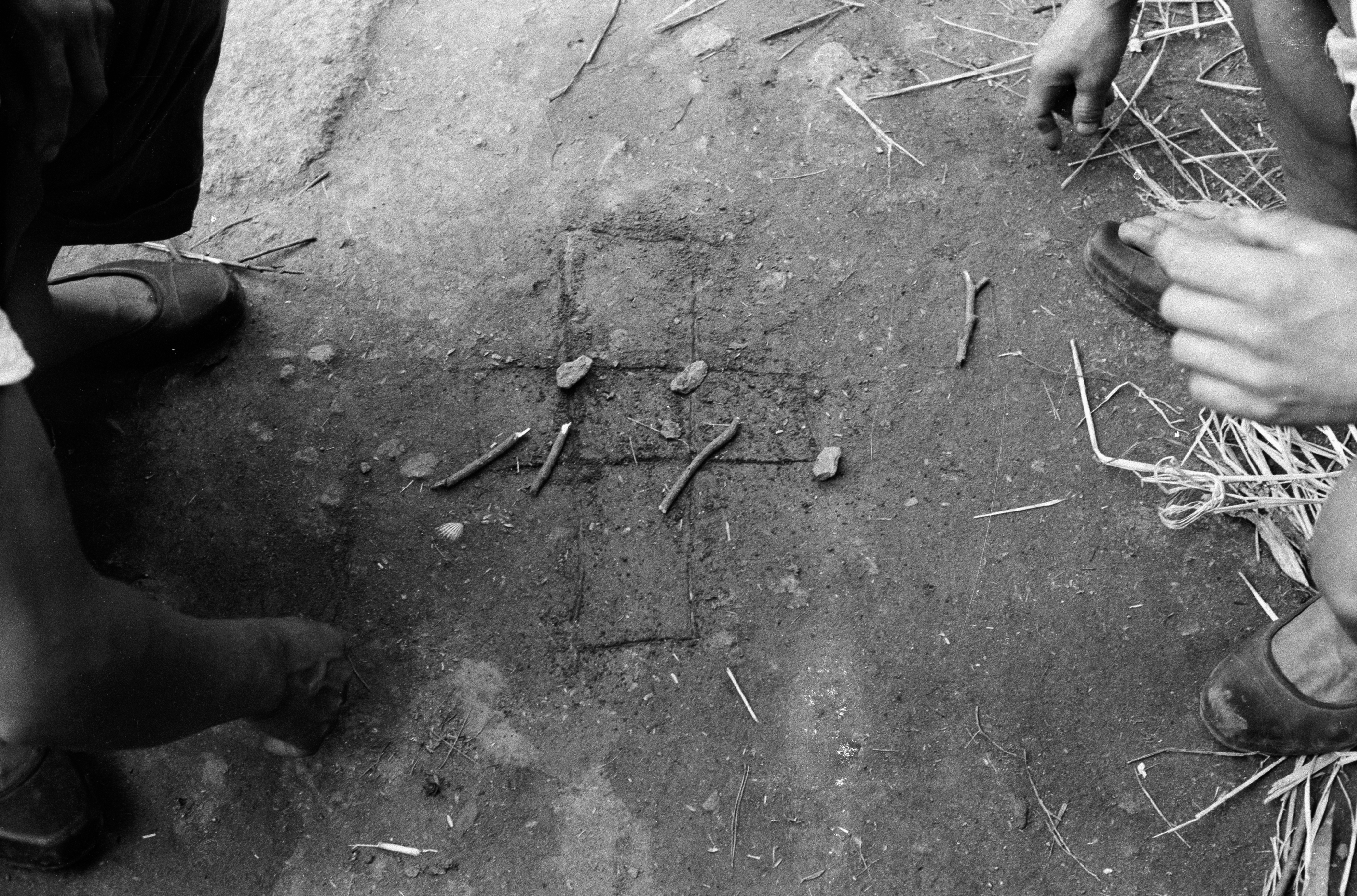
1968년 전라남도의 고누 놀이 장면. 흙바닥에 선을 그어 말판을 만들고 돌멩이와 나뭇가지를 말로 사용하였다.

고누는 장기나 바둑보다 배우기 쉽고 특별한 도구 없이도 즐길 수 있어 오랫동안 이어졌다. 전북특별자치도 진안군 도통리 청자가마터에서 출토된 참고누가 새겨진 유물이 있는 것으로 보았을 때, 최소 고려 시대부터 이어져 온 것으로 추정된다. 고누의 놀이 방법은 장기나 바둑과 유사한데, 아이부터 어른이 될 때까지 지속적으로 했던 놀이이다. 또한 우리나라만이 아니라 가까운 중국과 일본, 몽골, 인도 등에서도 많이 즐겼으며 전 세계적으로 유사한 놀이가 많다.

## 방법
다양한 모양의 말판들이 있지만, 기본적으로 말판에서 각자 말을 2개 이상씩 가지고 한 칸씩 움직이며 진행한다. 상대방의 말을 움직일 수 없게 자신의 말로 포위하면 포위한 말을 딸 수 있고, 목표는 상대방의 말을 모두 따는 것이다. 말판은 흙바닥이나 종이를, 말은 돌이나 지우개, 공기알, 바둑알 등을 사용할 수 있다. 
고누 말판의 종류는 굉장히 다양하지만, 그 중 잘 알려진 말판에는 다음이 있다.
- 우물고누
- 호박고누
- 나비고누
- 넘기고누
- 다섯줄고누
- 문살고누
- 밭고누
- 사방고누
- 참고누

## 관련 논문
- 장장식, 〈한·몽 ‘고누’놀이 비교 연구〉, 《비교민속학》 22, 비교민속학회, 2002
- 강병령, 〈호박고누와 정렬 문제〉, 《수학교육》 45-4, 한국수학교육학회, 2006
- 김은국, 〈한·몽 渤海 유적과 ‘고누 길’(Gonu-road)〉, 《역사민속학》 46, 한국역사민속학회, 2014
- 이정훈, 〈전통놀이 고누의 전승동력과 콘텐츠적 가치〉, 《인문콘텐츠》 69, 한국인문콘텐츠학회, 2023
- 김도형, 〈전통놀이 고누의 문화유산적 가치 - 고전문헌 검토를 중심으로〉, 《한국문학과 예술》 47, 사단법인 한국문학과 예술연구소, 2023

## 같이 보기
- 고려
- 바닥놀이